# Michail (Malachanov)
Michail (světským jménem: Vitalij Leonidovič Malachanov; * 24. listopadu 1973, Snižne) je ukrajinský duchovní Ruské pravoslavné církve a biskup jugorský a ňagaňský.
Je bratrem arcibiskupa Feodora (Malachanova).

## Život
Narodil se 24. listopadu 1973 v Snižne.
Po střední škole nastoupil na Záporožskou elektrotechnickou školu. Roku 2003 dokončil studium marketingu Moskevské sociálně-ekonomické univerzitě. Oženil se. 
Od roku 2010 byl hlavním redaktorem webu Pravoslavná Kamčatka a eparchiálních novin. Dne 23. června 2013 jej biskup petropavlovský a kamčatský Artemij (Snigur) rukopoložil na diákona a 8. září na jereje. Stal se představeným chrámu Ikony Matky Boží Životodárný pramen v sídle Paratunka Kamčatského kraje, chrámu svatého Mikuláše vesnice Ustěvoje a chrámu Kazaňské ikony Matky Boží vesnice Sobolevo.
Byl vedoucím oddělení náboženského vzdělávání a katecheze petropavlovské eparchie a blagočinným Jihozápadního okruhu. V lednu 2019 byl jmenován sekretářem eparchiální správy. Dne 7. dubna přijal mnišský postřih se jménem Michail na počest svatého archanděla Michaela. Absolvoval teologické studium na Moskevské duchovní akademii.
Dne 25. července 2024 jej Svatý synod zvolil biskupem jugorským a ňagaňským. Dne 9. srpna byl povýšen na archimandritu a biskupská chirotonie 6. září v chrámu Zesnutí přesvaté Bohorodice v Moskvě. Hlavním světitelem byl patriarcha moskevský a celé Rusi Kirill.